# Danzell Gravenberch
Danzell Gravenberch, né le 13 février 1994 à Amsterdam, est un footballeur international surinamien. Il possède également la nationalité néerlandaise. Il joue au poste de défenseur central ou d'attaquant au Karmiótissa FC. Son frère cadet, Ryan Gravenberch, est également footballeur professionnel.

## Biographie

### En club
Danzell Gravenberch évolue aux Pays-Bas, en Roumanie, en Angleterre, et en Belgique.
Il joue dix-sept matchs en première division roumaine, inscrivant un but.
À l'issue de la saison 2018-2019, il est libéré par les Royals.

### En équipe nationale
Avec les moins de 17 ans, il participe au championnat d'Europe des moins de 17 ans en 2011. Lors de cette compétition, il joue quatre matchs. Les Pays-Bas remportent le tournoi en battant l'Allemagne en finale. Il dispute ensuite quelques semaines plus tard la Coupe du monde des moins de 17 ans organisée au Mexique. Lors du mondial junior, il inscrit un but contre la Corée du Nord.
Avec les moins de 19 ans, il participe au championnat d'Europe des moins de 19 ans en 2013. Il joue trois matchs lors de ce tournoi. Les Pays-Bas n'enregistrent qu'une seule victoire, face à la Lituanie.

## Palmarès

### En club
Universitatea Cluj
- Finaliste de la Coupe de Roumanie en 2015

### En équipe nationale
Pays-Bas -17 ans
- Vainqueur du championnat d'Europe des moins de 17 ans en 2011